# Tall Damszidż
Tall Damsidż (arab. تل دمشيج) – wieś w Syrii, w muhafazie Al-Hasaka. W 2004 roku liczyła 153 mieszkańców.